# Brian d’Arcy James

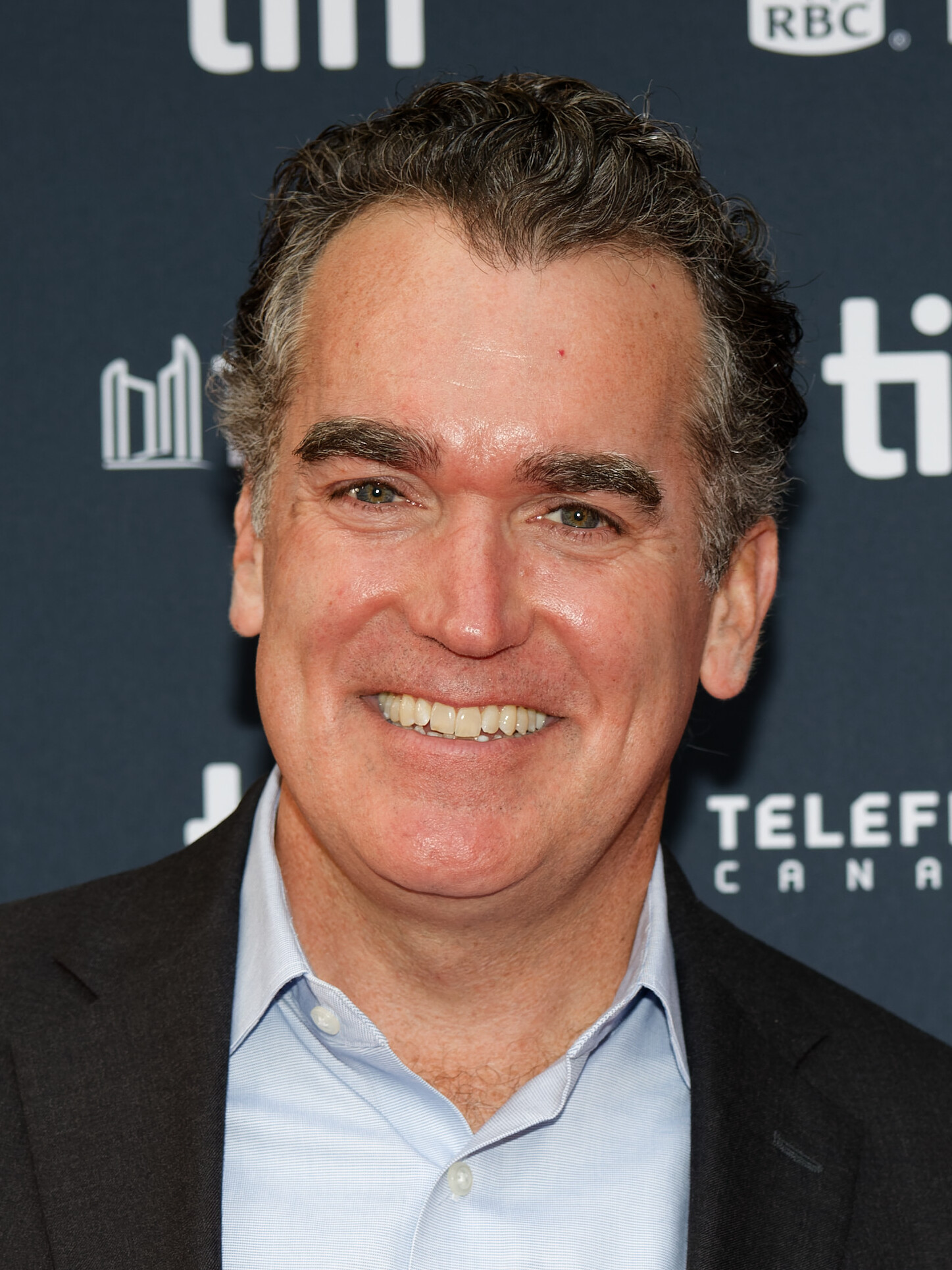
Brian d’Arcy James (2024)

Brian d’Arcy James (* 29. Juni 1968 in Saginaw, Michigan) ist ein US-amerikanischer Schauspieler und Musiker.

## Leben
James’ Mutter war Kinderbuchverkäuferin, sein Vater Thomas F. James war Anwalt. Sein Großvater mütterlicherseits war Harry Kelly, ein ehemaliger Gouverneur des Bundesstaates Michigan. Sein Onkel Brian Kelly war auch Schauspieler, er spielte unter anderem in der Fernsehserie Flipper. Mit seiner Frau Jennifer Prescott hat er eine Tochter.
Brian d’Arcy James erhielt seinen Abschluss an der Northwestern University. Er spielte in dutzenden Broadway-Stücken. Als Ensemble-Mitglied gewann er zahlreiche Auszeichnungen für den Film Spotlight, u. a. den Screen Actors Guild Award und den Independent Spirit Award.

## Filmografie (Auswahl)
- 1997: Sax and Violins
- 1997: The City (Fernsehserie, 2 Episoden)
- 1999: Exiled
- 2001: The Education of Max Bickford (Fernsehserie, 2 Episoden)
- 2002: G
- 2002: Monday Night Mayhem
- 2004: Neurotica
- 2006: Rescue Me (Fernsehserie, Folge 3x02 Geburtstag)
- 2008: Wen die Geister lieben (Ghost Town)
- 2011: Friends with Kids
- 2011: Person of Interest (Fernsehserie, Folge 1x01 Reese & Finch)
- 2012: Game Change – Der Sarah-Palin-Effekt (Game Change)
- 2012: The Big C (Fernsehserie, 3 Episoden)
- 2012: The Fitzgerald Family Christmas
- 2012: Bird in a Box
- 2012–2013: Smash (Fernsehserie, 18 Episoden)
- 2013: Zugelassen – Gib der Liebe eine Chance (Admission)
- 2013: Shrek the Musical
- 2013: It Could Be Worse (Fernsehserie, Folge I Forgive You!)
- 2013: Good Wife (The Good Wife, Fernsehserie, Fogle 4x20 Anonymus)
- 2013: Ironside (Fernsehserie, Folge 1x01 Pilot)
- 2014: Submissions Only (Fernsehserie, Folge 3x01 Petit Sweet Ending with N)
- 2014: Law & Order: Special Victims Unit (Fernsehserie, Folge 16x03 Minderjährig)
- 2014: Hoke (Fernsehserie, Folge 1x01 Pilot)
- 2014: The Funtastix (Fernsehserie, Folge 1x01 Pilot)
- 2014: Time Out of Mind
- 2015: Mozart in the Jungle (Fernsehserie, Folge 2x09 Funkel, funkel, kleiner Stern)
- 2015: Spotlight
- 2015: Sisters
- 2016: Superior Donuts (Fernsehserie, Folge 1x01 Pilot)
- 2017: Rebel in the Rye
- 2017: Trouble
- 2017: Molly’s Game – Alles auf eine Karte (Molly’s Game)
- 2017: The Secret Man
- 2017: 1922
- 2017: Manhunt: Unabomber (Fernsehserie, Folge 1x06 Ted)
- 2017–2018: Tote Mädchen lügen nicht (13 Reasons Why, Fernsehserie, 16 Episoden)
- 2018: Song of Back and Neck
- 2018: All These Small Moments
- 2018: Aufbruch zum Mond (First Man)
- 2019: X-Men: Dark Phoenix (Dark Phoenix)
- 2019: The Kitchen – Queens of Crime (The Kitchen)
- 2020: The Comey Rule (Miniserie)
- 2021: Hawkeye (Fernsehserie, Episode 1x01)
- 2021: The Cathedral
- 2021: West Side Story
- 2023: Der Morgen davor und das Leben danach (Dear Edward, Fernsehserie)
- 2023: Love and Death (Miniserie)
- 2023: She Came to Me
- 2023: Pain Hustlers

## Videospiele
- 2003: Medal of Honor: Rising Sun